# ISO 3166-2:WF

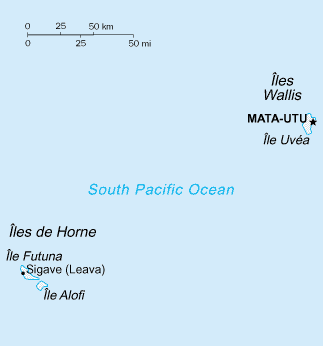
Fyzická mapa Wallis a Futuny

Kódy ISO 3166-2 pro Wallis a Futunu identifikují 3 okrsky (stav v prosinci 2015).

## Seznam kódů
```
WF-AL Alo
WF-SG Sigave
WF-UV Uvea
```